# Sothiyan
Sothiyan – gaun wikas samiti we wschodniej części Nepalu w strefie Sagarmatha w dystrykcie Siraha. Według nepalskiego spisu powszechnego z 2001 roku liczył on 585 gospodarstw domowych i 3477 mieszkańców (1736 kobiet i 1741 mężczyzn).